# Winneconne
Winneconne és una població dels Estats Units a l'estat de Wisconsin. Segons el cens del 2000 tenia 2.401 habitants.

## Demografia
Segons el cens del 2000, Winneconne tenia 2.401 habitants, 945 habitatges, i 687 famílies. La densitat de població era de 579,4 habitants per km².
Dels 945 habitatges en un 36% hi vivien nens de menys de 18 anys, en un 59,4% hi vivien parelles casades, en un 9,2% dones solteres, i en un 27,2% no eren unitats familiars. En el 23,4% dels habitatges hi vivien persones soles l'11,5% de les quals corresponia a persones de 65 anys o més que vivien soles. El nombre mitjà de persones vivint en cada habitatge era de 2,53 i el nombre mitjà de persones que vivien en cada família era de 3,01.
Per edats la població es repartia de la següent manera: un 27,1% tenia menys de 18 anys, un 6,5% entre 18 i 24, un 27,9% entre 25 i 44, un 23,5% de 45 a 60 i un 15% 65 anys o més.
L'edat mediana era de 39 anys. Per cada 100 dones de 18 o més anys hi havia 91,6 homes.
La renda mediana per habitatge era de 44.886 $ i la renda mediana per família de 53.477 $. Els homes tenien una renda mediana de 41.047 $ mentre que les dones 24.688 $. La renda per capita de la població era de 20.316 $. Aproximadament el 3,4% de les famílies i el 4,7% de la població estaven per davall del llindar de pobresa.

## Poblacions més properes
El següent diagrama mostra les poblacions més properes.